# Burlington (Ontario)

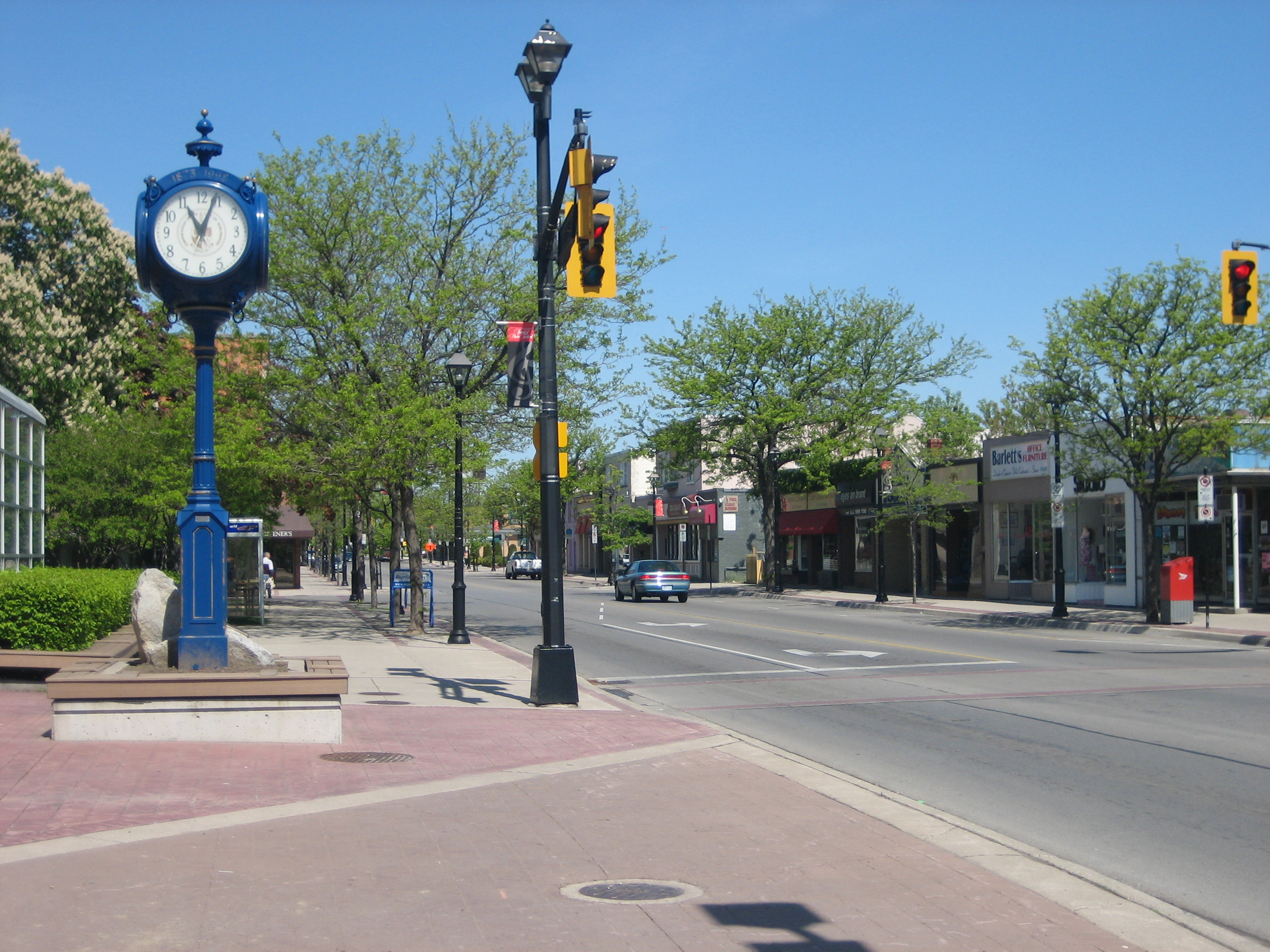
Brant Street in der Innenstadt von Burlington

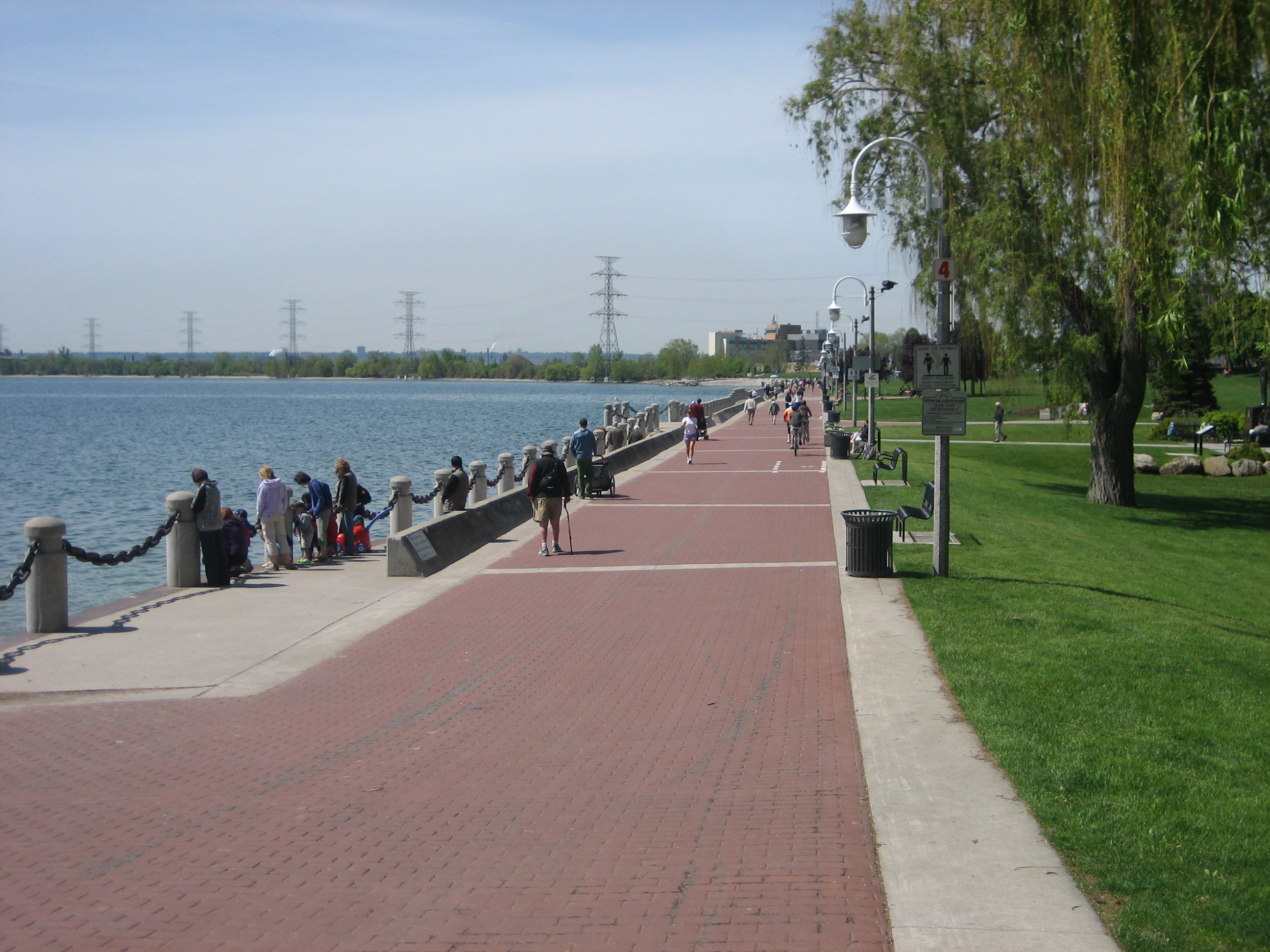
Spencer Smith Park

Die Stadt Burlington [ˈbəɹlɪŋtən] (offiziell City of Burlington) liegt am Nordufer des Lake Ontario, etwa 50 km südwestlich von Toronto und 10 km nordöstlich von Hamilton.
Burlington entstand 1873 aus den Orten Wellington Square und Port Nelson. Seit 1914 ist Burlington eine Stadt. Der Hafen dient heute nur noch der Sportschifffahrt. Die Stadt liegt in Kanadas wichtigstem Wirtschaftsgebiet, dem Golden Horseshoe, und ist ein Handels- und Industriezentrum.
Zu den touristischen Attraktionen von Burlington zählen die Royal Botanical Gardens, Kanadas größter botanischer Garten mit einer weltweit einmaligen Sammlung von Fliedersträuchern (Syringa spp.), und das Burlington Art Centre, das Kunstausstellungen und Kanadas bedeutendste Sammlung zeitgenössischer Keramik beherbergt.

## Lage
Burlington befindet sich ca. 50 km südlich von Toronto und liegt direkt am Ontariosee. Die Stadt grenzt nördlich an die Vororte von Toronto, Oakville und Mississauga, und im südlichen Teil an Hamilton.

## Wirtschaft
Burlingtons Wirtschaft ist von der nahen Lage zu größeren Unternehmen im südlichen Teil der Provinz geprägt. Des Weiteren befindet sich Burlington in der Nähe der Greater Toronto Area (GTA), darunter die Stadt Hamilton mit ihrer Verkehrsinfrastruktur. Die Burlington Mall und das Maple Centre sind sehr beliebte Einkaufszentren in der Stadt. Die Millionenstadt Toronto befindet sich ca. 50 km nördlich von Burlington. Die Stadt hat in den vergangenen Jahren einen wirtschaftlichen Aufschwung erlebt, der sich auch zukünftig vollziehen wird. Die Stadt liegt zentral im Golden Horseshoe, der speziell von der Automobilproduktion und anderen Bereichen des produzierenden Gewerbes besiedelt ist. Zu den größten Wirtschaftssektoren in Burlington gehören u. a. Nahrungsmittelgewerbe, Verpackungsgewerbe, Elektronik, Automobil- und Transportgewerbe, Dienstleistungen sowie chemisches und pharmazeutisches Gewerbe. Zu den fünf größten Privatunternehmen in der Stadt gehören: Fearmans Prok Inc., Cogeco Cable, Evertz Microsystems, Boehringer Ingelheim und EMC2. Die größten öffentlichen Wirtschaftssektoren sind die Stadt Burlington, das Halton District Board of Education, the Halton Catholic District School Board und das Joseph Brant Memorial Hospital.

## Bildung

### Schulen
Burlingtons öffentliche (Elementary) Grundschulen und High Schools (weiterführende Schulen) sind dem Halton District School Board unterstellt. Burlingtons katholische Grund- und weiterführende Schulen unterstehen der Aufsicht der Halton Catholic District School Board. In den öffentlichen sowie den privaten Schulen wird Englisch als erste Sprache und Französisch als zweite Sprache gelehrt. Insgesamt verfügt Burlington über 28 Grundschulen (Elementary), sieben High Schools (bis Klasse 12) sowie elf private Schulen.

### Universitäten
Die McMaster University verfügt über einen Campus der DeGroote School of Business in Burlington und bietet MBA and Executive Management Studienprogramme an. Die australische Charles Sturt University betreibt ein Study Centre in Burlington seit 2005. Die Universität bietet Masterstudiengänge in Master of International Education, Bachelor of Early Childhood Studies und den Master of Business Administration an. Des Weiteren hat das Canadian Therapeutic College eine Niederlassung am Campus.

## Verkehr
Der öffentliche Personennahverkehr wird von Burlington Transit, einem städtischen Unternehmen betrieben. Wichtige Autobahnverbindungen, an denen Burlington angeschlossen ist, sind der Queen Elizabeth Way, Highway 403, Highway 407ETR, sowie Highway 5. Personenzugverbindungen werden von GO Transit und VIA Rail Canada am Bahnhof Aldershot angeboten. Der Schienengüterverkehr wird von der Canadian National Railway und der Canadian Pacific Railway durchgeführt.

## Söhne und Töchter der Stadt
- Mona Bates (1889–1971), Pianistin und Musikpädagogin
- Ron Sedlbauer (* 1954), Eishockeyspieler und -funktionär
- John Wallace (* 1962), Ruderer
- Jeff Danna (* 1964), Komponist und Gitarrist
- Mark Jooris (* 1964), Eishockeyspieler und -trainer
- Stephen J. Wellum (* 1964), Theologe und Professor
- Adam Creighton (* 1965), Eishockeyspieler
- Yvonne Ducksworth (* 1967), Sängerin bei Jingo de Lunch, einer Hardcore/Rock’n’Roll/Metalband aus Berlin
- Torri Higginson (* 1969), Schauspielerin
- Scott McKay (* 1972), Eishockeyspieler
- Janice Bremner (* 1974), Synchronschwimmerin
- Andrew Lockington (* 1974), Komponist
- Daniel Del Monte (* 1975), Eishockeyspieler
- Claire Carver-Dias (* 1977), Synchronschwimmerin
- James Duncan (* 1977), Basketballspieler und -trainer
- Phil Gibson (* 1978), Canadian-Football-Spieler
- Sarah Blackwood (* 1980), Singer-Songwriterin
- Helen Nichol (* 1981), Badmintonspielerin
- Chad Wiseman (* 1981), Eishockeyspieler, -trainer und -funktionär
- Melanie Booth (* 1984), Fußballspielerin
- Nick Bateman (* 1986), Model und Schauspieler
- Timothy Adams (* 1986), Pokerspieler
- Marianne Leeson (* 1987), Snowboarderin
- Cory Conacher (* 1989), Eishockeyspieler
- Josh Jooris (* 1990), Eishockeyspieler
- Jordan Szwarz (* 1991), Eishockeyspieler
- Jesse Anne Shugg (* 1992), Fußballspielerin
- Finger Eleven (* 1994), Rockband
- Josh Anderson (* 1994), Eishockeyspieler
- Katie Douglas (* 1998), Schauspielerin
- Shane Wright (* 2004), Eishockeyspieler

## In der Stadt gegründete Bands
- Silverstein (* 2000), Emocoreband aus Burlington
- The Creepshow, Psychobilly-Band
- Walk Off the Earth, Indie-Rock-Band

## Partnerstädte
- Itabashi (Japan)
- Apeldoorn (Niederlande)